# La Sanfelice
Pour les articles homonymes, voir Luisa Sanfelice (homonymie).
Pour plus de détails, voir Fiche technique et Distribution.
La Sanfelice (titre original : Luisa Sanfelice) est un téléfilm franco-italien réalisé par les frères Vittorio et Paolo Taviani en 2004. Il dure 3h20 (deux épisodes d’une heure quarante). 

## Adaptation
D'après le roman La San-Felice d'Alexandre Dumas paru en 1864 chez Michel Lévy frères. Écrit durant le séjour de l'auteur à Naples, il a été initialement publié en trois parties : La San-Felice - Emma Lyonna - Le Destin de la San-Felice.

## Synopsis
Au XVIIIe siècle, Luisa San Felice, une jeune aristocrate napolitaine, parce qu'elle aime un républicain, Salvato Palmieri, est entraînée dans un mouvement, dans une histoire qui la dépassent. À la suite de la Révolution française, les élites napolitaines renversent la monarchie des Bourbons de Naples - c'est la Révolution parthénopéenne. Luisa deviendra ainsi le symbole haï d'une monarchie, dont le retour d'exil sera suivi de massacres impitoyables...

## Fiche technique
- Titre original : Luisa Sanfelice
- Titre français : La San Felice
- Réalisation : Paolo Taviani et Vittorio Taviani
- Scénario : Paolo Taviani et Vittorio Taviani
- D'après le roman La San-Felice d'Alexandre Dumas (1863)
- Production : Ager 3, Alquimia Cinema, Cattleya, Pampa Productions, Rai Cinemafiction, pour Rai et France 2
- Producteurs exécutifs : Guido De Angelis, Franz Landerer, Guido Simonetti, Grazia Volpi
  - Producteurs associés : Francisco Ramos
- Musique originale : Nicola Piovani
- Photographie : Franco Di Giacomo
- Montage : Roberto Perpignani
- Scénographie : Lorenzo Baraldi
- Décors : Laura Cassalini
- Costumes : Lina Nerli Taviani
- Pays : Italie, France
- Langue : allemand, italien, anglais
- Durée : 200 minutes
- Genre : Drame historique
- Dates de sortie : 
  -  Italie : 25 janvier 2004
  -  France : 15 mai 2004

## Distribution
- Laetitia Casta : Luisa San Felice
- Adriano Giannini : Salvato
- Cecilia Roth : Marie-Caroline d'Autriche
- Marie Baumer : Lady Hamilton
- Emilio Solfrizzi : Ferdinand Ier des Deux-Siciles
- Mariano Rigillo : Sanfelice
- Jean-Yves Berteloot : Championnet
- Linda Batista : Eleonora Pimentel
- Teresa Saponangelo : Assunta
- José Ángel Egido : Dott. Cirillo